# Ernst Daniel Goldschmidt

Stolperstein am Haus, Unter den Linden 8, in Berlin-Mitte

Ernst Daniel Goldschmidt (* 9. Dezember 1895 in Königshütte, Deutsches Reich; † 10. Dezember 1972 in Jerusalem) war ein deutsch-israelischer Bibliothekar.

## Leben
Goldschmidt war der Sohn von Salomon Goldschmidt, der von 1890 bis 1925 als Rabbiner in Königshütte wirkte. Ernst Daniel Goldschmidt besuchte das Gymnasium in Königshütte und studierte anschließend Klassische und Semitische Philologie in Breslau und Berlin. 1925 legte er das Staatsexamen ab und wurde promoviert. Von 1916 bis 1918 war er als Soldat im Ersten Weltkrieg. 1926 wurde er Volontär an der Staatsbibliothek zu Berlin, 1928 legte er die bibliothekarische Fachprüfung ab. In der Staatsbibliothek war er fortan Mitarbeiter am Gesamtkatalog der Wiegendrucke. 1935 wurde er aufgrund des nationalsozialistischen „Gesetzes zur Wiederherstellung des Berufsbeamtentums“ zwangspensioniert. 1936 emigrierte er nach Palästina und fand eine Anstellung an der Jerusalem Jewish National and University Library.

## Gedenken
Am 8. Oktober 2022 wurde vor seiner ehemaligen Arbeitsstätte, der Staatsbibliothek zu Berlin, Unter den Linden 8, ein Stolperstein für ihn verlegt.

## Schriften (Auswahl)
- Studia Aeschinea. In: Jahrbuch der Dissertationen der Philosophischen Fakultät der Friedrich-Wilhelms-Universität zu Berlin, Berlin 1926.
- Der Brevierdruck des XV. Jahrhunderts. [Berlin] [1935] (Beiträge zur Inkunabelkunde; 7).
- Hg.: Die Pessach-Haggada. Schocken, Berlin 1936 (Bücherei des Schocken-Verlages, 54; online).
- Hg.: Tôrā, nevîʾîm û-ketûvîm: hat-TaNA"Ḵ hā-rîšôn ham-mesûddār û-mûdpās bi-neqûdôt û-ṭeʿāmîm be-Ereṣ-Yiṣrāʾēl. Qôren, Yerûšālayim 5719 [1959].